# Жихарево (Вологодская область)
Жихарево — деревня в Сокольском районе Вологодской области.
Входит в состав Боровецкого сельского поселения, с точки зрения административно-территориального деления — в Боровецкий сельсовет.
Расстояние по автодороге до районного центра Сокола — 10 км, до центра муниципального образования Обросова — 1 км.
По переписи 2002 года население — 3 человека.